# M39 (cannone)
L'M39 è un cannone automatico di tipo revolver con derivazione diretta dal Mauser MG 213 tedesco.

## Storia
Il M39 fu sviluppato dalla Springfield Armory, ispirandosi al cannone tedesco della seconda guerra mondiale Mauser MG 213, da 20 mm (e 30 mm) creato per la Luftwaffe, che non vide impiego operativo. Fu scelto il calibro minore (20 mm) per incrementare la cadenza di tiro a scapito della potenza.
Denominato inizialmente T-160, fu installato in alcuni esemplari di F-86 Sabre nell'ambito del programma "GunVal" del tardo 1952, ed usato in battaglia in Corea all'inizio del 1953. Fu conseguentemente adottato come armamento standard del F-86H, F-100 Super Sabre, F-101A Voodoo, e del F-5 Freedom Fighter.  Le versioni attuali (2000) del F-5 Tiger II utilizzano ancora la versione M39A2 che fu introdotta nel 1964.